# Väinameri
Väinameri (Muhu väin, daw. niem. Moon-Sund, ros. Моонзу́нд – Moonzund) – cieśnina na Morzu Bałtyckim, oddzielająca Archipelag Zachodnioestoński (dawniej Wyspy Moonsundzkie) od stałego lądu Estonii. Łączy otwartą część Morza Bałtyckiego z północną częścią Zatoki Ryskiej. Ma 83 km długości i od 6 do 27 km szerokości. W najpłytszym miejscu ma 1,8 m głębokości. W zimie cieśnina zamarza. Nad cieśniną położone są porty Virtsu i Haapsalu (na stałym lądzie) oraz Heltermaa i Kuivastu (na wyspach Hiuma i Muhu).